# Ляншань-Їська автономна префектура
27°53′24″ пн. ш. 102°15′48″ сх. д. / 27.89° пн. ш. 102.26343° сх. д.
Ляншань-Їська автономна префектура (кит.: 凉山彝族自治州; носу ꆃꎭꆈꌠꊨꏦꏱꅉꍏ) — адміністративна одиниця другого рівня у складі провінції Сичуань, КНР. Центр префектури і найбільше місто — Січан.
Префектура межує з провінцією Юньнань на сході, півдні та заході.

## Адміністративний поділ
Префектура поділяється на 2 міста і 15 повітів (один з них є автономним):
| Карта | Карта           | Карта          | Карта            | Карта |
| --- | --------------- | -------------- | ---------------- | ----- |
| Січан Яньюань Дечан Хуейлі Хуейдун ③ Пуге ① ② Чжаоцзюе Сіде Мяньнін Юесі Ганло Мейгу Лейбо Мулі-Тибет ① повіт Буто ② повіт Цзіньян ③ повіт Ніннань |                 |                |                  |       |
| Статус | Назва           | Оригінал       | Населення (2010) |       |
| Місто | Січан           | 西昌市         | 712 434          |       |
| Місто | Хуейлі          | 会理市         | 430 066          |       |
| Повіт | Буто            | 布拖县         | 160 151          |       |
| Повіт | Ганло           | 甘洛县         | 195 100          |       |
| Повіт | Дечан           | 德昌县         | 214 405          |       |
| Повіт | Лейбо           | 雷波县         | 223 885          |       |
| Повіт | Мейгу           | 美姑县         | 221 505          |       |
| Повіт | Мяньнін         | 冕宁县         | 351 245          |       |
| Повіт | Ніннань         | 宁南县         | 170 673          |       |
| Повіт | Пуге            | 普格县         | 155 740          |       |
| Повіт | Сіде            | 喜德县         | 165 906          |       |
| Повіт | Хуейдун         | 会东县         | 362 944          |       |
| Повіт | Цзіньян         | 金阳县         | 165 121          |       |
| Повіт | Чжаоцзюе        | 昭觉县         | 251 836          |       |
| Повіт | Юесі            | 越西县         | 269 896          |       |
| Повіт | Яньюань         | 盐源县         | 350 176          |       |
| Автономний повіт | Мулі-Тибетський | 木里藏族自治县 | 131 726          |       |